# William Butler Yeats
William Butler Yeats (Dublin, 13. svibnja 1865. – Menton, 28. siječnja 1939.)  irski pjesnik i dramski pisac, jedan od najvećih književnika 20. stoljeća. Dobitnik Nobelove nagrade za književnost 1923. godine.

## Životopis
William Butler Yeats rođen je 13. svibnja 1865. u Dublinu u Irskoj. Njegov otac John Butler Yeats bio je slikar. Obitelj Yeats se 1867. privremeno seli u London, točnije u Bedford Park. Yeats ljeta provodi u Sligou, rodnom mjestu njegove majke, grofoviji na zapadnoj obali Irske, koja će sa svojim krajolikom, folklorom i starim legendama ostaviti dubok pečat na njegovim djelima. Dom u kojem je W. Yates odrastao bio je obilježen umjetnošću, te je njegov brat Jack postao cijenjen slikar, a sestre Elizabeth i Susan Mary su se bavile primijenjenom umjetnošću.
Godine 1877. William se upisuje u školu Godolphin koju pohađa 4 godine. Yeats se svojim školskim uspjesima nije pretjerano isticao. Yeatsovi se potkraj 1880., iz financijski razloga, vraćaju u Dublin, ispočetka živeći u centru grada, a kasnije se sele u predgrađe Howth. U listopadu 1881. Yeats nastavlja svoje školovanje u Erasmus Smith High School u Dublinu, koju pohađa do studenog 1883. godine. Atelje njegovog oca bio je blizu te škole; W. Yeats je tu mnogo boravio i upoznao mnoge Dublinske umjetnike.
Godine Yeatsovog sazrijevanja u pretežno katoličkoj Irskoj u kojoj se budio irski nacionalizam obilježene su njegovom pripadnošću protestantskoj zajednici - njegova je obitelj dapače spadala u red privilegirane zajednice protestanatske gospode koja je upravljala Irskom od 18. stoljeća - tzv. Protestant Ascendancy.
Od 1884. do 1886. god. Yeats pohađa Metropolitan School of Art (današnji National College of Art and Design) u Dublinu, gdje upoznaje Georgea Russella.
Od svoje 17 godine Yeats piše: iskušava se u pisanju poema i drama koje se još ne odlikuju osobitom literarnom vrijednošću. Godne 1885. mu je u Dublin University Review objavljeno prvo značajnije djelo The Island of Statues, pripovijetka fantastične (o vilama i čarobnjacima) tematike. Godine 1886. njegov otac financira tiskanje 100 primjeraka njegove prve samostalne knjige (knjižice) Mosada: A Dramatic Poem.
Mladi Yeats je 1885. godine sudjeluje u osnivanju Dublinskog hermetičkog reda, čiji se članovi interesiraju za magiju. U narednim godinama se duboko upustio u tada pomodnu teozofiju.
Godine 1887. obitelj ponovo seli u London; i ondje će William Yeats ući u društvo mladih umjetnika koji se zanimaju za ezoteriju, te 1890. godine i formalno postaje član okultnog Hermetičkog reda zlatne zore. Godine 1889. objavljuje zbirku The Wanderings of Oisin and Other Poems (1889); i nadalje se bavi mitskom tematikom vezanu uz irsku pučku mitologiju.
Godine 1891. Yeats odlazi u Irsku zaprositi 25-godišnju Maud Gonne, mladu slikaricu i vatrenu irsku nacionalisticu koju je upoznao dvije godine ranije i u koju se bio snažno zaljubio: ona odbija njegovu prosidbu. Yeats ostaje nesretno zaljubljen, te ponavlja neuspješne prosidbe 1899., 1900. i 1901. Naposljetku 1903. godine Maud Gonne se udala za drugoga; javno je izražavao (čak u pjesmama) svoje nezadovoljstvo njenim izborom - udala se za viđenog irskog nacionalista Mayora Johna McBridea, koji je usto bio katolik, te je i Maud prešla na katoličanstvo. Tek će 1908. godine, nakon što se Maud rastavila od supruga, Yeats moći konzumirati svoju dugotrajnu strast, ta ga po njegovim riječima "tragedija seksualnog odnosa" sa svojom dugogodišnjom nesretnom ljubavi zapravo zbunila i njihova veza se odatle nije razvila.
Godine 1896. Yeats ulazi u krug Lady Isabelle Gregory, važne Irske kulturne radnice koja se bavi folklorom i dramom; ona će njegovu ljubav prema Irskoj uspjeti naposljetku ipak potaknuti u pravcu nacionalizma. S njenim krugom od 1899. godine djeluje u Irskom literarnom teatru, koji djeluje do 1901. godine nastojeći u Irskoj prenijeti maniru avangardnog teatra iz Francuske. Nakon financijskog neuspjeha Irskog literarnog teatra, pripadnici grupe osnivaju uspješniji Abbey Theatre (koji do danas djeluje pod imenom Irish National Theatre); Yeats će s tim krugom aktivno surađivati do kraja života. Godine 1902. sudjeluje u osnivanju Dun Emer Press, izdavačke kuće koja će pod vodstvom njegovih sestara do 1946. godine tiskati preko 70 knjiga irskih autora, od toga 48 Yeatsovih.
Godine 1909. Yeats upoznaje velikog američkog pjesnika Ezru Pounda: putovao je u London kako bi upoznao tog "jedinog pjesnika vrijednoga pažljivog proučavanja", kako je sam rekao. Od 1909. do 1916. godine njih će dvojica zajedno zimovati u kućici u Sussexu (jedan dan puta od Londona), Yeats je nominalno bio sekretar starijem Poundu. Prijateljstvo je počelo blijediti kada je 1916. godine Pound uredio da se neke Yeatsove pjesme objave u američkom magazinu Poetry, ali uz stanovite Poundove promjene koje Yeats nije bio odobrio. 
Te iste godine, u svojoj 51. godini, Yeats se odlučio oženiti i imati djecu. Odlučuje po zadnji put zaprositi Maud Gonne, čiji je muž John McBride upravo te godine pogubljen zbog sudjelovanja u irskom Uskrsnom ustanku. Nakon što ga Gonne opet odbija (izgleda da je prosidba dugogodišnje nesretne ljubavi ionako bila više formalne prirode i ponuđena s manjkom osjećaja, uz razne uvjete), Yeats nudi brak 25-godišnjoj Georgie Hyde-Lees (1892. – 1968.) Nakon prosidbe u rujnu, vjenčanje je uslijedilo već u listopadu 1916. godine. Usprkos razlici u godinama i Yeatsovoj inicijalnoj zbunjenosti (imao je grižnju savjesti zbog ulaska u brak), brak je bio uspješan, te je par imao i dvoje djece. Yeats je svoju suprugu ubrzo uveo u ezoterijske prakse, te su u suradnji razvili jedan ezoterijski filozofski sustav i povijesti: Georgie je služila kao medij za "automatsko pisanje", kojim je komunicirala razne "poruke duhovnih vodiča". 
Ubrzo nakon okončanja Irskog rata na nezavisnost (1919. – 1921.), Yeats je u prosincu 1922. godine prihvatio imenovanje za senatora, dužnost u Senatu, tu dužnost obnaša 6 godina. 
Godine 1923. Yeats je dobio Nobelovu nagradu za književnost, za veliki doprinos Irskoj literaturi i kulturi općenito gdje je "njegova uvijek inspirirana poezija u visoko umjetničkoj formi dala izraz duhu čitave nacije". Nagrada je predstavljala i ohrabrenje Irskoj, koja je nedugo prije uspjela zadobiti neovisnost; sam Yeats je toga bio svjestan, te je svoju nagradu nastojao koristiti za promicanje Irskog nacionalnog ugleda i ponosa. Nakon nagrade je prodaja Yeatsovih djela na čitavom engleskom govornom području još više porasla.
U zadnjim godinama svojega života je Yeats, kao javni intelektualac, upućivao kritiku socijalno konzervativnom vodstvu mlade irske države, zalažući se za liberalniji ustroj društva. Međutim nije puno vjerovao u demokraciju, te je iskazivao simpatije prema aristokratskoj formi države.
Ostavši do kraja života aktivni autor, te borivši se sa starošću jednim stavom kojega je nazivao "drugi pubertet" (što je uključivao oživljeni interes za erotiku), umro je 28. siječnja 1939. godine (u 73 godini života) u Francuskoj, u Hôtel Idéal Séjour u gradu Mentonu. Od svoje supruge je zahtijevao diskretan pogreb u mjestu smrti, kako bi ga se nakon godinu dana - nakon što novinari zaborave na njegovu smrt - bez pompe prenijelo u irski Sligo, mjesto njegovog djetinjstva. Tek nakon rata, 1948. godine, ta je Yeatsova želja i ispunjena. Njegov grob se nalazi u Drumcliffu, grofovija Sligo. Prijenos tijela izveden je irskom korvetom LÉ Macha; aktivnosti prijenosa tijela nadzirao je osobno irski ministar vanjskih poslova Sean MacBride - inače sin Maude Gonne McBride, koju je Yeats više puta prosio. Na grobu stoji epitaf s riječima iz "Under Ben Bulben", jedne od njegovih zadnjih poema. 